# Ermin Zec
Ermin Zec (Bugojno, República Federal Socialista de Yugoslavia, 18 de febrero de 1988) es un futbolista bosnio, que se desempeña como delantero y que actualmente milita en el Gençlerbirliği SK de la Superliga de Turquía.

## Selección nacional
Ha sido internacional con la Selección de fútbol de Bosnia y Herzegovina; donde hasta ahora, ha jugado 9 partidos internacionales y ha anotado solo un gol por dicho seleccionado. También jugó por la selección juvenil de su país, donde jugó 5 partidos.
El 13 de mayo de 2014 Zec fue añadido en la lista preliminar de 30 de jugadores que representarán a Bosnia y Herzegovina en la Copa Mundial de Fútbol de 2014.

## Clubes
| Club              | País                 | Año           |
| ----------------- | -------------------- | ------------- |
| NK Iskra Bugojno  | Bosnia y Herzegovina | 2006-2007     |
| HNK Šibenik       | Croacia              | 2007-2010     |
| Gençlerbirliği SK | Turquía              | 2010-presente |